# Lebersiek
Koordinaten: 51° 36′ 32″ N, 9° 17′ 24″ O

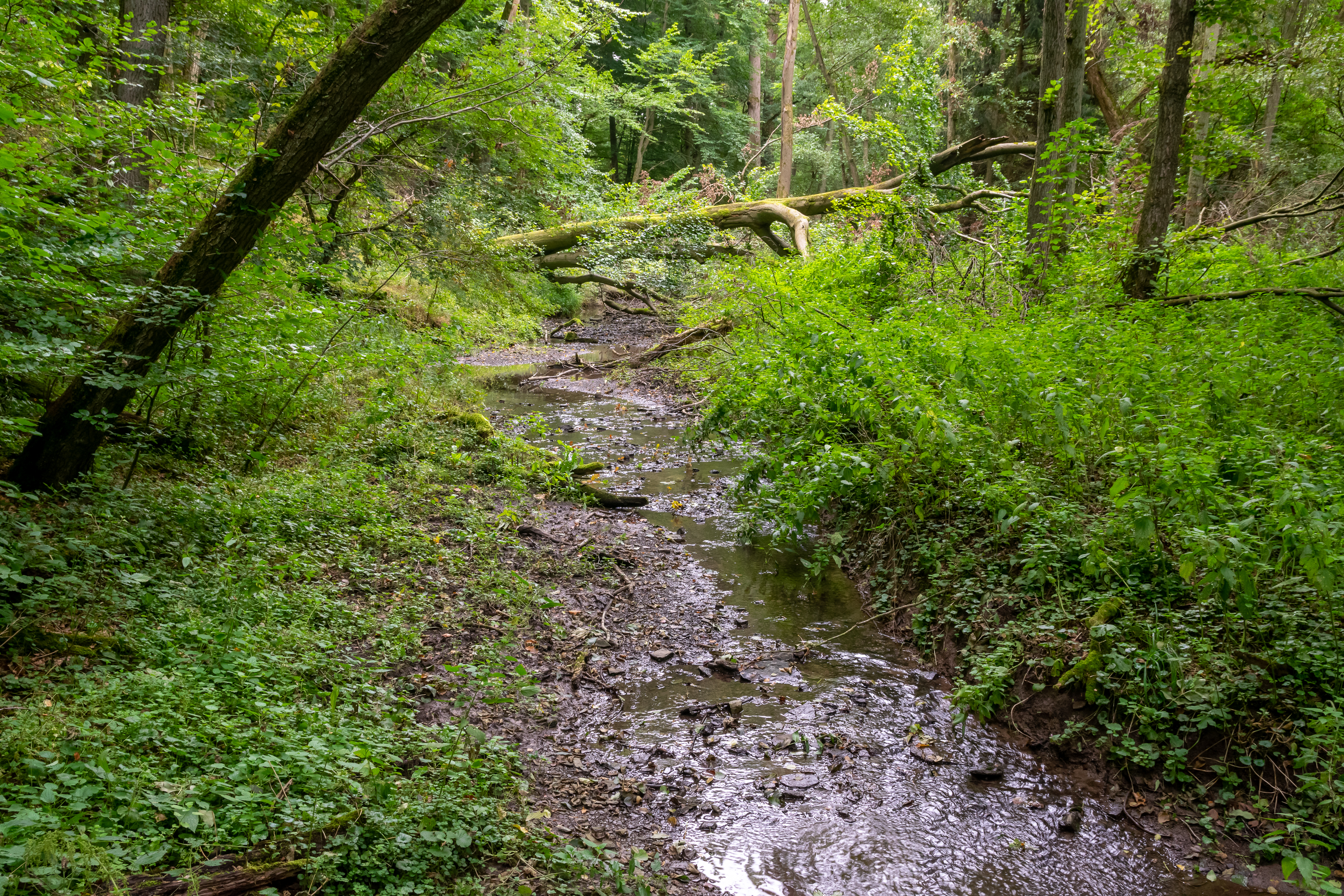
Naturschutzgebiet Lebersiek (September 2021)

Das Naturschutzgebiet Lebersiek liegt auf dem Gebiet der Stadt Borgentreich im Kreis Höxter in Nordrhein-Westfalen.
Das Gebiet erstreckt sich nordöstlich der Kernstadt Borgentreich und südöstlich des Borgentreicher Ortsteils Borgholz. Am südlichen Rand des Gebietes verläuft die Kreisstraße K 30 und westlich die B 241. Östlich verläuft die Landesstraße L 838 und die Landesgrenze zu Hessen.

## Bedeutung
Das etwa 31,6 ha große Gebiet mit der Schlüssel-Nummer HX-073 steht seit dem Jahr 2004 unter Naturschutz. Schutzziele sind 
- der Schutz und die Entwicklung der Erlen-Esche-Wälder, der Waldmeister- sowie der Hainsimsen-Buchenwälder durch natürliche Entwicklung bzw. durch naturgemäße Waldbewirtschaftung zu strukturreichen Wäldern mit einem hohen Alt- und Totholzanteil,
- die Wiederherstellung und Entwicklung von Auenbereichen eines Mittelgebirgsbaches mit ihren typischen Strukturen sowie
- der Erhalt und die Entwicklung von Magergrünland, sowie die Extensivierung von intensiv genutztem Weidegrünland als Arrondierungsflächen und Pufferzonen zum Gebiet von internationaler Bedeutung „Lebersiek südlich Dalhausen“.[2]